# Amara virgilax
Amara virgilax är en skalbaggsart som beskrevs av Thomas Casey. Amara virgilax ingår i släktet Amara och familjen jordlöpare. Inga underarter finns listade i Catalogue of Life.